# 国联民生证券
國聯民生證券股份有限公司，簡稱國聯民生證券股份，國聯民生證券以及國聯民生（英語：Guolian Minsheng Securities Co., Ltd.，港交所：1456，上交所：601456）是一家中国证券公司。

## 历史
1992年，中國人民銀行無錫（該股份總部）辦事處成立前身「無錫市證券公司」，當時由16名國有企業組成。其後在1999年更名「無錫證券有限責任公司」，再在2001年，無錫市國聯發展（集團）有限公司（主要股東）收購該公司後，更名「國聯證券有限責任公司」。
董事長為葛小波。該公司業務在國內經營经纪业务、投资银行、资产管理及投资、证券投资及信用交易等。
股份在2015年7月6日於港交所主板上市。招股價為7.1-8.25港元，全球發售為4.426億H股，集資額為36.5億港元，同時引入12名基礎投資者，包括中國人壽富蘭克林、Coastal Capital、中信資本及Wind Info HK，各認購2,000萬美元；CSR HK及東銀發展各認購1,500萬美元；China Re Asset Management、安信證券、Fund Resources、Myriad、東方匯智資產管理及新華報業集團，各認購1,000萬美元，合共涉資1.7億美元。而在首天上市，受希臘脫歐風險影響，收盤報5.51港元，較招股價降幅達至31%（2.49港元），若以每手500股而言，帳面已損失1,245港元。
2015年9月1日，該公司則進行業務調整證券投資業務之營運規模，經該公司前核數師普華永道所發出淨資產規模（按國際會計準則計算）截至2014年12月31日止為41億元人民幣，增至截至2015年6月30日止中期為49億元人民幣，並因上市發行H股之所得款項淨額約25億人民幣元而進一步增加，故調整證券投資業務之營運規模，就股本證券及衍生工具之總投資規模而言，不超過本公司淨資本的80%，及就固定收益證券之總投資規模而言，不超過淨資本之300%。
2016年3月15日，前執行董事兼總裁雷建輝，則在以書面通知，因需要在個人事務上安排更多的時間而退任。在退任後，2016年3月16日，該股份董事長姚志勇，則暫代委任總裁，任期為6個月內。
2016年4月26日，該公司更換為德勤會計師事務所及德勤華永會計師事務所為國際核數師及國內核數師，但有待股東大會通過後作實。
2017年7月6日，國聯證券以3.5億人民幣向蘇格蘭皇家銀行收購華英證券餘下33.3％股權，收購事項完成後，華英證券將成為國聯證券的全資子公司。2021年7月24日，中国证券监督管理委员会发布《2021年证券公司分类结果》，其中国联证券被评为BB级，与2020年的A级有所下降。
2021年10月18日，国联证券发布定增案，非公开发行股票的价格为11.22元人民币/股，发行股份数量为4.54亿股，实际募集资金净额为49.83亿元。
2024年，国联证券收购民生证券99.26%股份。完成收购后，该公司更名为国联民生证券。

## 外部連結
- GLSC.com.cn（页面存档备份，存于）